# Beate Rux-Voss
Beate Rux-Voss (* 1967) ist eine deutsche Organistin und Kirchenmusikerin.

## Leben
Schon als Fünfjährige begann Beate Rux-Voss mit dem Musikunterricht im Fach Klavier und Violine. Sie studierte Kirchenmusik (A-Examen) in Lübeck und Esslingen, u. a. bei Martin Haselböck. Sie legte ihre Konzertreifeprüfung bei Daniel Roth in Saarbrücken mit dem Prädikat „mit Auszeichnung“ ab. Von 1993 bis 1996 war sie Organistin an der Garnisons- und Friedenskirche in Ludwigsburg.
1996 wurde sie als Nachfolgerin von Dieter Wellmann Kirchenmusikerin an der Pauluskirche in Bad Kreuznach. Sie konzertierte in Deutschland, Österreich, Dänemark und Frankreich. Neben ihrer Organistentätigkeit ist sie auch als Klavierbegleiterin und  Cembalistin aktiv. Die ersten Jahre ihrer Kreuznacher Amtszeit waren durch die Zusammenarbeit mit Barockorchestern geprägt. Zu Beginn der zweiten Dekade setzte sie neue Akzente durch verstärktes Engagement von lokalen Amateur- und Berufsmusikern. Gute Zusammenarbeit pflegt sie auf ökumenischer Ebene mit ihrem katholischen Kollegen Klaus Evers. Neben der Kantorei der Pauluskirche leitete sie die Amadeus-Singschule. Am 16. November 2008 führte sie in Anwesenheit des Komponisten das Requiem für einen polnischen Jungen von Dietrich Lohff auf. 2013 wurde sie vom Kreissynodalvorstand zur Kreiskantorin des Kirchenkreises An Nahe und Glan berufen.
2014 wurde Frau Rux-Voss als neue Kirchenmusikerin der Johanneskirche in Heidelberg gewählt und trat diese Stelle zum 1. Februar 2015 an. Seit dem 1. Januar 2021 ist sie in Mannheim-Neckarstadt an der Melanchtonkirche tätig, wo sie die Melanchthonkantorei und den Kinderchor leitet.
Rux-Voss ist mit dem Theologen Florian Voss verheiratet und hat zwei Kinder.

## Auszeichnungen und Wettbewerbe
- Erster Preis beim Internationalen Georg-Böhm-Wettbewerb in Lüneburg
- Kulturpreis der Stadt Bad Kreuznach 2000

## CD-Veröffentlichungen
- Nils Grammerstorf und Beate Rux-Voss: Traumtanz (2006)
- Ciaconia Vater unser im Himmelreich. Auf: De Tempore. Orgelwerke von Henning Frederichs. Querstand, Kamprad-Verlag für Orgelmusik, Altenburg 2001
- Jehan Alain: Organ works. Budapest: Hungaroton (1992)

## Kompositionen
- Himmels Au, licht und blau (Esslinger Orgelbuch)
- Matthäuspassion für Sopran, Tenor, Bariton und Orgel. Uraufführung am 2. April 2021.[10]